# Juliministären
Regeringen Moltke III, ofta kallad Juliministären, var Danmarks regering mellan 13 juli 1851 och 18 oktober 1851.
Premiärminister
- Adam Wilhelm Moltke

Utrikesminister
- Holger Reedtz

Finansminister
- Wilhelm Sponneck

Inrikesminister
- Frederik Ferdinand Tillisch

Justitieminister
- Anton Wilhelm Scheel

Krigsminister
- Jacob Scavenius Fibiger

Marinminister
- Carl Edvard Dockum

Kyrko- och undervisningsminister
- Johan Nicolai Madvig

Minister över Slesvig
- Carl Emil Bardenfleth

Minister utan portfölj
- Carl Moltke